# Xã Harrison, Quận Hot Spring, Arkansas
Xã Harrison (tiếng Anh: Harrison Township) là một xã thuộc quận Hot Spring, tiểu bang Arkansas, Hoa Kỳ. Năm 2010, dân số của xã này là 262 người.